# Protonendonator
Ein Protonendonator (lateinisch donare ‚schenken‘ bzw. ‚geben‘) ist ein chemischer Stoff, der ein Proton an einen Reaktionspartner, den Protonenakzeptor, überträgt. Säuren sind Protonendonatoren und übertragen das Proton auf Basen, die mit einem freien Elektronenpaar als Protonenakzeptoren fungieren. Der Vorgang der Protonenübertragung wird Protolyse genannt.
Durch die Abgabe eines Protons wird eine Säure zu einem Protonenakzeptor und somit zu einer Base. Umgekehrt wird die Base durch Aufnahme eines Protons zu einem Protonendonator und somit zu einer Säure. Säuren und Basen, die auf diese Art miteinander verbunden sind, werden als konjugierte  oder korrespondierende Säure-Base-Paare bezeichnet.
Die von Johannes Nicolaus Brønsted und Martin Lowry 1923 eingeführten Begriffe erweiterten die Säure-Base-Definition.